# چژکووو
چژکووو (به لهستانی:  Czyżkowo) یک منطقهٔ مسکونی در لهستان است که در گمینا لیپکا واقع شده‌است. چژکووو ۲۱۰ نفر جمعیت دارد.